# Dalmáciai csatornacsata
A dalmáciai csatornacsata egy háromnapos összecsapás volt a Jugoszláv Haditengerészet három taktikai csoportja és a horvát parti tüzérség, valamint a Horvát Haditengerészet kommandósainak egy különítménye között 1991. november 14-16-án a horvátországi háború idején. November 14-én Brač szigetének közelében az Adriai-tengeren, a Spliti-csatornában a horvát kommandósok megtorpedózták a Mirna osztályú PČ-176 Mukos járőrhajót, aminek következtében még aznap jugoszláv haditengerészeti támadást indított Brač és Šolta szigetének partvédő egységei ellen. A sodródó Mukost horvát civil hajók mentették ki, és a Nečujam-öbölnél vontatták partra.
Másnap a jugoszláv haditengerészet hajóinak egy csoportja a „Kaštela” taktikai csoportba (TG) szerveződve a Split-csatornához vonult, és megtorlásul a Mukos elvesztése miatt bombázta Split városát. A „Kaštela” TG-vel a horvát parti tüzérség szállt harcba. A tüzérségi ütegek egy részének semlegesítésére a Jugoszláv Haditengerészet „Vis” TG néven Vis szigetéről egy másik hajócsoportot vezényelt a Šoltától délre fekvő vizekre, ahol több horvát tüzérüteg is harcolt. A „Kaštela” TG kelet felé vonult vissza, és csatlakozott a három aknavetőből álló „Ploče” TG-hez.
November 16-án az egyesített jugoszláv haderő áthajózott a Korčulai-csatornán – a Hvar és Korčula szigeteket elválasztó szoroson –, hogy a jugoszláv haditengerészet visi bázisán keressen menedéket. A hadihajókat ekkor a Korčulára és a Pelješac-félszigetre telepített horvát parti tüzérség vette célba, és két aknavetőt elsüllyesztett.
A csata a Jugoszláv Haditengerészet utolsó bevetése volt a dalmát csatornákon, valamint a horvát tengerparton szeptemberben bevezetett tengeri blokád feloldása előtt, egyúttal a Horvát Haditengerészet legnagyobb hadművelete volt a háborúban. A Horvát Haditengerészet később a birtokában maradt Mukost Šibenikbe vontatta, megjavította, és OB-62 Šolta néven újra szolgálatba helyezte. A csata során a Jugoszláv Haditengerészet állományának 22 főnyi legénysége, két horvát lövész és Splitben két civil tengerész vesztette életét. A horvát hatóságok a bombázással kapcsolatban harminchárom jugoszláv tiszt ellen emeltek vádat.

## Előzmények
1990-ben, a horvát szocialisták választási vereségét követően az etnikai feszültségek tovább fokozódtak. A Jugoszláv Néphadsereg (Jugoslovenska Narodna Armija – JNA) elkobozta Horvátország területvédelmi fegyvereit (Teritorijalna obrana – TO), hogy minimalizálja a lehetséges ellenállást. 1990. augusztus 17-én a fokozódó feszültség a horvátországi szerbek nyílt lázadásává fajult.A lázadás Dalmácia hátországának Knin körüli, túlnyomórészt szerbek lakta területein, valamint a Lika, Kordun, Banovina régiók és Kelet-Horvátország egyes részein zajlott. 1991 januárjában Szerbia Montenegró, valamint a szerbiai Vajdaság és Koszovó tartományok támogatásával kétszer is sikertelenül próbálkozott, hogy megszerezze a jugoszláv elnökség jóváhagyását a JNA bevetéséhez a horvát biztonsági erők leszerelésére.
A szerb felkelők és a horvát különleges rendőrség között márciusban vívott vértelen összecsapás után maga a JNA, Szerbia és szövetségesei támogatásával, kérte a szövetségi elnökséget, hogy adjon neki háborús jogosítványokat és hirdessen ki rendkívüli állapotot. A kérelmet 1991. március 15-én elutasították, és a JNA Slobodan Milošević szerb elnök irányítása alá került 1991 nyarán, amikor a jugoszláv szövetség szétesésnek indult. A hónap végére a konfliktus eszkalálódott, ami a háború első halálos áldozataihoz vezetett. A JNA ezután közbelépett, hogy támogassa a felkelőket, és megakadályozza a horvát rendőrség beavatkozását. Április elején a horvátországi szerb lázadás vezetői bejelentették, hogy az ellenőrzésük alatt álló területeket integrálják Szerbiával. Horvátország kormánya ezt az elszakadás aktusának tekintette. Májusban a horvát kormány válaszul megalakította a Horvát Nemzeti Gárdát (Zbor narodne garde – ZNG),ám fejlődését hátráltatta az Egyesült Nemzetek Szervezetének (ENSZ) szeptemberben bevezetett fegyverembargója, és a Jugoszláv Haditengerészet adriai-tengeri blokádja, melyeket szeptemberben vezettek be.
A laktanyacsata után a ZNG jelentős fegyver- és lőszerkészletre tett szert, köztük lefoglalta a Šibenikben horgonyzó 34 jugoszláv hadihajót. A horvát erők Kaštela-öbölbe tengeri aknákat telepítettek, hogy a Jugoszláv Haditengerészet lorai bázisát megközelíthetetlenné tegyék. Október 8-án Horvátország kikiáltotta függetlenségét Jugoszláviától, és egy hónappal később a Horvát Nemzeti Gárdát Horvát Hadseregre (Hrvatska vojska – HV) keresztelték át. 1991 végén a háború leghevesebb harcai folytak az országban, melyek a JNA horvátországi hadjáratában, Dubrovnik ostromában és a vukovári csatában csúcsosodtak ki.
November első napjaiban a jugoszláv haditengerészet a blokádot érvényesítve Brač és Korčula szigetei között kétszer állította meg a Libertas konvojt. A „Slavija” komphajó által vezetett 40 kishajóból álló konvoj Dubrovnikba tartott, hogy a védőknek utánpótlást szállítson és kihozza a menekülteket az ostromlott városból. November 11-én a máltai lobogó alatt közlekedő „Euroriver”t a partmenti horvát ütegek Šolta szigeténél elsüllyesztették.

## A szembenálló felek
A jugoszláv haditengerészet hajóinak szeptemberi elfoglalása ellenére Horvátország partmenti védelme a szárazföldön és a közeli szigeteken elfoglalt parti tüzérségre támaszkodott. Ezek közé tartozott Közép-Dalmáciában három, Šibenik és Split közötti parti üteg, a žirje szigeti 90 mm-es, a zečevo szigeti 100 mm-es és a Primošten közelében a Smokvica-szigeten telepített 88 mm-es tüzérségi ütegek. Négy, a Split melletti szigeteken telepített parti tüzérségi üteget (Šolta szigetén a Marinča-fokon levő 88 milliméteres, a Brač szigetén telepített 85 mm-es Ražanj, és 88 mm-es Ražnjić ütegeket, valamint a korčula szigeti 85 mm-es Privala üteget) már úgy foglalták el az ellenségtől. A Žirjén és Šoltán lefoglalt tüzérségi eszközök egy részét eltávolították, és a spliti Kašjuniban és Duilovóban további parti tüzérségi ütegek felállításához használták fel. További ütegeket állítottak fel a Lovište-hegyen, a Pelješac-félszigeten, , valamint a Korčulán fekvő Blacében és Črna Lukában, a Smokvicától és Vela Lukától északra fekvő tengerparton. A Črna Lukára telepített 76 mm-es ütegnek M1942 (ZiS-3) ágyúi voltak. A horvát haditengerészet haditengerészeti kommandós különítményét Brač nyugati részébe telepítették. A parti tüzérség a Horvát Haditengerészet parancsnoksága alá volt rendelve, melynek parancsnoka Sveto Letica tengernagy volt.

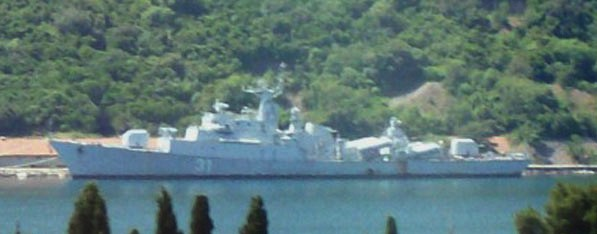
A VPBR-31 „Split” fregatt

A Jugoszláv Haditengerészet visi és lastovoi bázisairól három, „Kaštela”, „Vis” és „Ploče” fedőnevű taktikai csoportot (TG-t) telepített Közép-Dalmácia partjaihoz. A „Kaštela” TG-t Splithez, valamint Šolta és Brač szigetétől északra vezényelték, és a VPBR-31 „Split” Koni-osztályú fregattból, a RTOP-401 „Rade Končar” nevű és a RTOP-403 „Ramiz Sadiku” nevű „Končar”-osztályú gyorstámadó hajókból, az RČ- 306 „Nikola Martinović” nevű „Osa” osztályú rakétavető hajóból, a TČ-220 „Crvena zvezda” és a TČ-224 „Pionir II” nevű „Shershen” osztályú torpedóvető hajókból, valamint két „Mirna”  osztályú járőrhajóból, köztük a PČ-176 „Mukos” járőrhajóból állt. A „Kaštela” TG egy további, „Osa” osztályú rakétavető hajót is tartalmazhatott. A „Ploče” TG, amelyet a szárazföld és Brač közé, a Kaštela TG-től keletre vezényeltek, három aknavető hajóból, az ML-143 „Iž”, az ML-144 „Olib” és az ML-153 „Blitvenica” nevű hajóból állt. A „Vis” TG-t a Hvar sziget nyugati csücskénél telepítették, és a VPBR-34 „Pula” „Kotor” osztályú fregattból, egy „Končar” osztályú gyorstámadó hajóból, két „Osa” osztályú rakétavető hajóból és két „Mirna” osztályú járőrhajóból állt. A Jugoszláv Haditengerészet flottaparancsnoka Nikola Ercegović ellentengernagy volt.

## A csata lefolyása

### November 14
November 14-én 17 óra 34 perckor a horvát haditengerészet kommandósai a Brač szigetéről kilőtt torpedóval megtámadták a Mukost. A hajó legénysége a hajó orrában bekövetkezett robbanásról számolt be, és mivel süllyedni kezdett segítséget kért a Kaštela TG-től. A Kaštela TG a Pionir II-t vezényelte a helyszínre, amely nem sokkal később meg is érkezett Mukoshoz, és 18 óra 10 percre átszállította a sérült hajó legénységét. A Mukost teljesen víz alá merült orral és három halott tengerész holttestével hagyták Šolta felé sodródni. Ezután a Kaštela TG szinte egész éjszaka lőtte a Brač szigetén fekvő Milna és a šoltai Stomorska területeit, azzal a céllal, hogy a horvát tengerparti tüzérséget tüzelésre bírják. A célterületeken állomásozó parti tüzérség azonban nem viszonozta a tüzet. Ezalatt Visből további jugoszláv hajók futottak ki, de még a reggeli órákban visszatértek bázisukra anélkül, hogy áthaladtak volna a Spliti-csatornán, a Brač és Šolta szigetek közötti szoroson. Ekkorra a haditengerészet lövöldözése is elhalt. A Ploče TG a kijelölt járőrterületen maradt.

### November 15

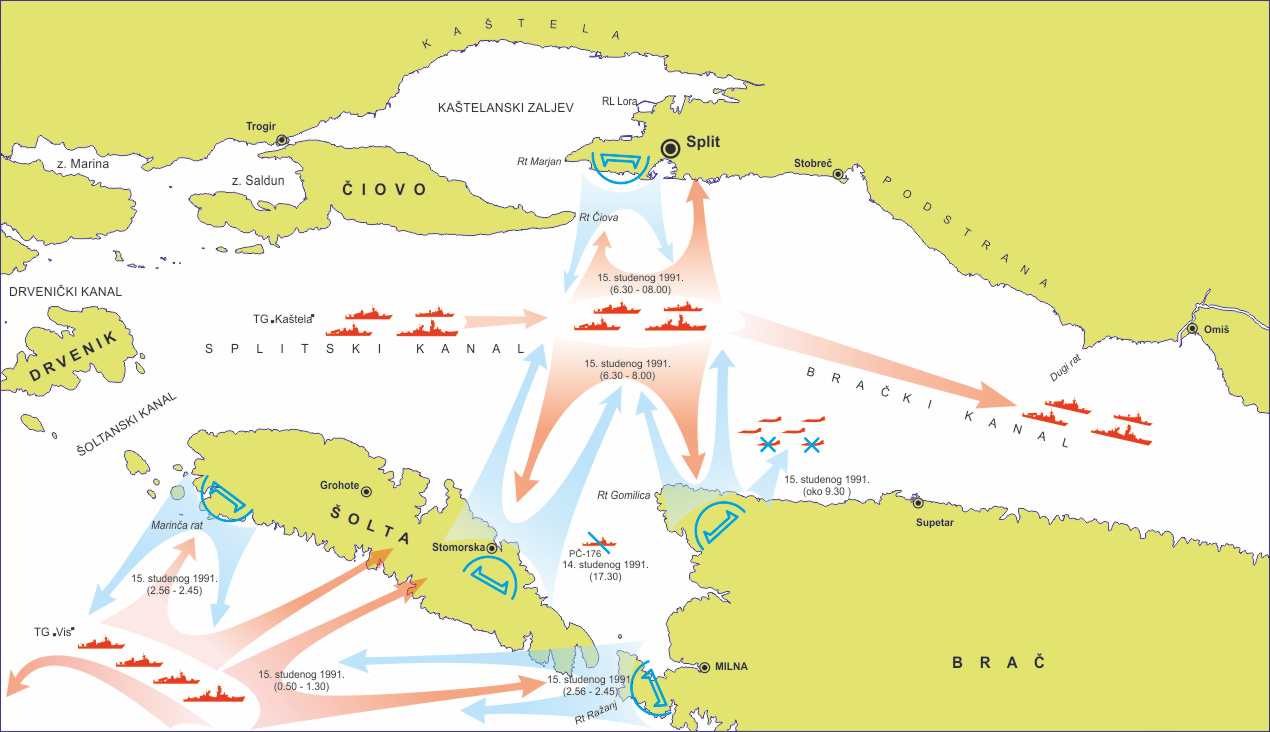
A csata térképe a november 15-iki pozíciókkal

November 15-én 6 óra 42 perckor a Kaštela TG haditengerészeti támadást indított Split városa, valamint Brač és Šolta szigetei ellen. A támadási parancsot a VPBR-31 Split fedélzetén adták ki, és a támadásról a JNA Tengerészeti Katonai Szektor parancsnokságát és a JNA spliti bázisait is értesítették. A JNA spliti helyőrsége nem csatlakozott a támadáshoz. Letica értesítette a támadásról a JNA Tengerészeti Katonai Szektor parancsnokát Nikola Mladenić vezérőrnagyot, de Mladenić azt mondta, hogy nem tudja irányítani a helyzetet, mert a főhadiszállásától megtagadták az áramellátást. Értesítést kapott az Európai Közösség megfigyelő missziója (ECMM) is; akik megígérték, hogy erőfeszítéseket tesznek a bombázás megállítására. Nem sokkal ezután Letica utasította a parti tüzérséget, hogy nyissanak tüzet a Kaštela TG hajóira. A parti tüzérségi tűz számos közeli találat mellett közvetlen találatot ért el a VPBR-31 Spliten,, amelyet ők a šoltai Marinča-fok ütegének tulajdonítottak. Horvát források szerint a bombázást a Mukos elvesztésének megtorlásaként Mladenić rendelte el.
A Jugoszláv Haditengerészet Šoltától és Bračtól északra elhelyezkedő hajóinak nehéz helyzetére reagálva, a Pula vezette Vis TG Vis szigetétől északra hajózott, hogy a Kaštela TG-ről a tüzérségi tüzek egy részét elvonja. Amikor a hajók Spliti-csatornához közeledtek, radarkontaktus jött létre egy hajóval, mely nagy sebességgel hajózott ki Splittől a nyílt tenger felé. A szeptemberben elrendelt blokád érvényre juttatására törekvő Pula rádión kérte a hajót, hogy álljon meg ellenőrzésre. A hajó nem reagált, mire a Pula több lövést adott le az orra elé, ekkor azonban a Pula parancsnoka észrevette, hogy az egy szárnyashajó, amely egy ECMM-csapatot szállít az Európai Közösség zászlaja alatt. Erre felhagyott az üldözéssel, és továbbment Šoltába.
Amikor a Vis TG hajói 7-8 tengeri mérföld (13-15 km) távolságon belül megközelítették Šoltát a hajócsoportot a parti tüzérség tüze érte. A bejövő tűzre válaszul a Pula 76 mm-es orra szerelt lövegével Brač és Šolta célpontjaira lőtt. Horvát források szerint hozzávetőleg 800 lövést adtak le válogatás nélkül, polgári célpontokra csapva, míg Brčić szerint a parancsnoksága alá tartozó TG csak a lakott területen kívüli tüzérség ellen lépett fel. A Pula, miközben a szárazföldi ütegek hatótávolságán kívül volt, hogy a parti tüzérség figyelmét elvonja, rakétavetőjével négy RBU-6000-es mélységi bombát is kilőtt.
A Kaštela TG körülbelül 8:00 órakor kezdett visszavonulni kelet felé, attól tartva, hogy a Visbe vezető legrövidebb útvonalat a Spliti-csatorna környékén elaknásítják. 8:30-ra elérte Brač keleti csücskét. 9 óra 28 perckor a Jugoszláv Légierő három, J-21-es Jastreb könnyű csatarepülőgépe repült el alacsonyan Brač és Šolta felett; de közülük percekkel később állítólag kettőt lelőtt a horvát légvédelem. Brač és Šolta célpontjaihoz összesen hat jugoszláv sugárhajtású repülőgépet vezényeltek. Az aznap reggeli haditengerészeti akciót követően a részben víz alá került Mukost horvát civil hajók Šoltáról a Nečujam-öbölbe vontatták és ott zátonyra futtatták. Délután a Kaštela TG és a Ploče TG Hvar szigetétől keletre találkozott.

### November 16

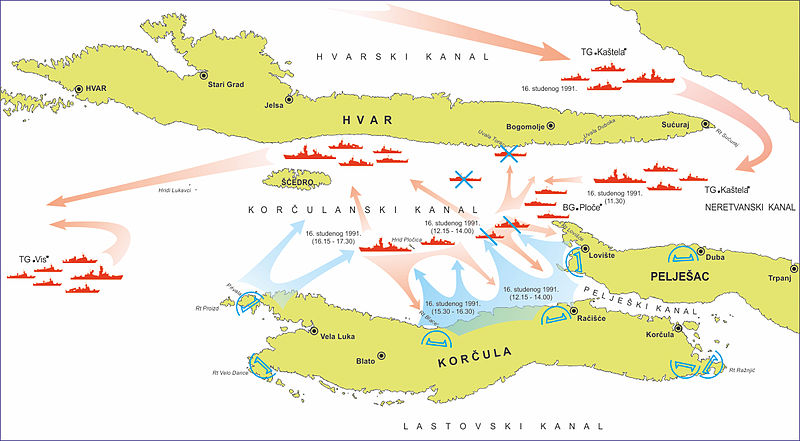
A csata térképe a november 16-iki pozíciók szerint

November 16-án délelőtt 11 órakor a Kaštela és a Ploče TG-k a Korčula-csatorna keleti végén kezdtek gyülekezni. A Korčula-csatorna választja el Hvar és Korčula szigeteit, a Pelješac-félsziget legnyugatibb csücskében, a Lovište-foktól északra. Közben a Ploče TG-hez tartozó, viszonylag lassú Iž és Olib aknavetőket a Lovište-fokon állomásozó 76 mm-es ütegek részéről az orr-részen, illetve a géptérben találatok érték. Az aknavetők megsegítésére a Split megfordult, hogy a Lovište-foknál megára vonja a parti tüzérséget, miközben az aknavetők az egyre sűrűbb ködben észak felé, a Hvar partjaihoz közelebb húzódtak.
Délután 3 óra 30 perckor a Kaštela TG még egyszer megfordult, hogy megtámadja a Lovište-fokot, de a közeli, Korčulán található part menti tüzérség harcba szállt velük. A lövöldözésben megsérült a Blitvenica, és a teljes haditengerészeti egység északnyugat felé indult Šćedro szigete felé. Az Iž súlyos sérüléseket szenvedett és a hvari Torac-öbölben zátonyra futott, legénysége pedig elhagyta. Az Olib a Pelješac és Hvar között elsüllyedt. Legénységét a csoport megmaradt hajói mentették ki. 19:00 órakor a flotta Šćedróból délre Korčula nyugati része felé hajózott, a megerősödött széltől menedéket keresve. Amint a hajók Korčula felé közeledtek, a črna lukai parti tüzérség a Privala-foknál rájuk lőtt, így Vis felé, nyugat felé kellett fordulniuk. A Vis TG november 16-án nem vett részt az akciókban.

## Következmények

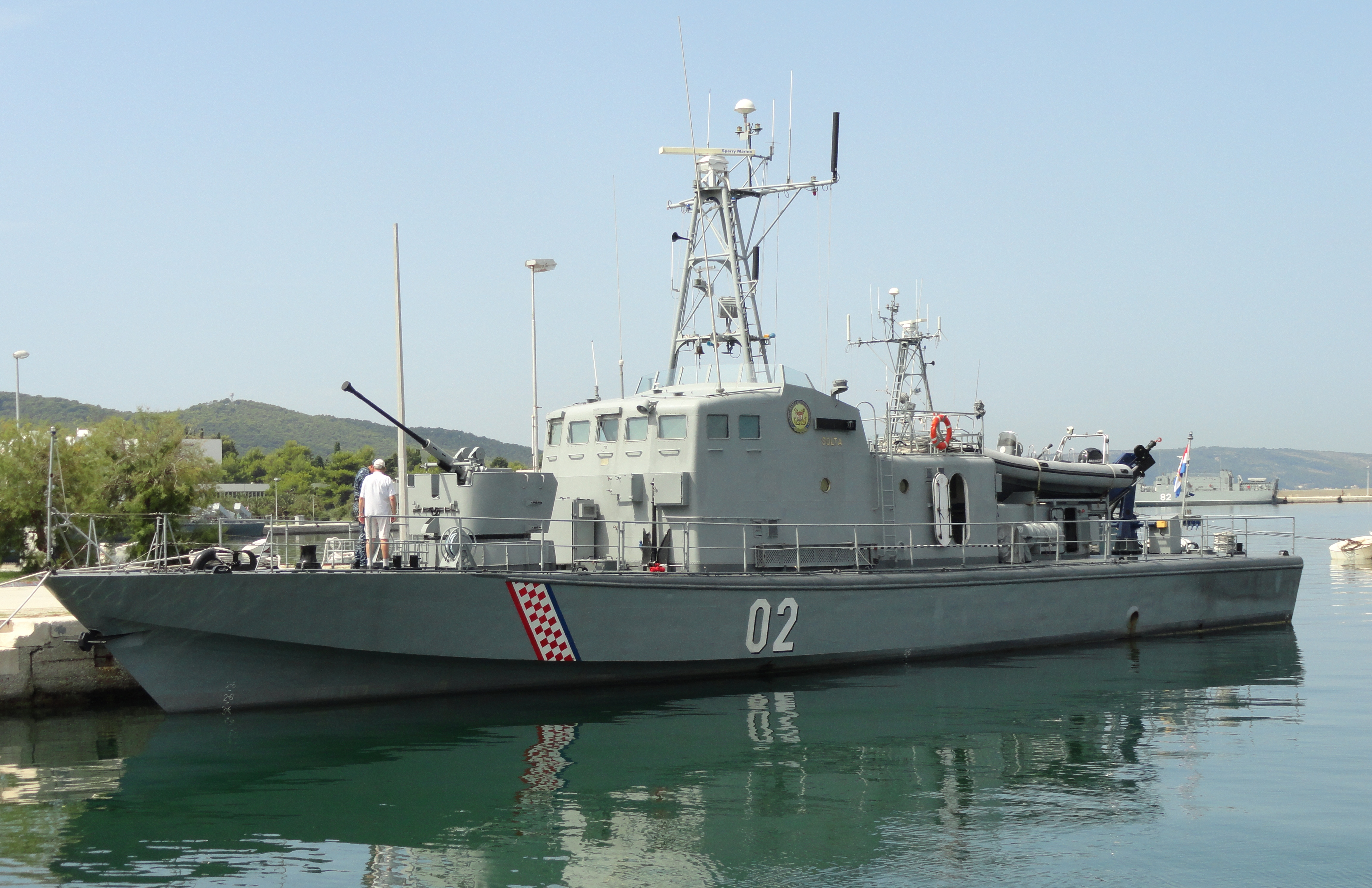
A korábbi Mukos járőrhajó immár Ob-02 Šoltaként horvát szolgálatban.

A jugoszláv haditengerészet vereséget szenvedett , és hajói nem hajóztak tovább a Spliti-csatornától északra. A csata volt a Horvát Haditengerészet legnagyobb csatája a háború alatt, melyben összesen két horvát légelhárító lövész vesztette életét Brač szigetén. Mladenić szerint a jugoszláv haditengerészet 22 tengerészt veszített, köztük hármat a Mukos aknavetőn és egy járőrhajón. A Jugoszláv Légierő két repülőgépet veszített el, de a pilótákat egy helikopter, amely Visről szállt fel, kiszedte a tengerből. Később a horvát haditengerészet búvárai kiemelték Mukost, és egy a Brodospas tulajdonában lévő vontatóval Šibenikbe vontatták. Megjavították és átadták a horvát haditengerészetnek, ahol Ob-02 Šolta néven újra hadrendbe állt. A spliti haditengerészeti bombázásban két civil meghalt és kilencen megsebesültek. A bombázás megrongálta a spliti Régészeti Múzeumot, az Önkormányzat épületét, a Gripe sportkomplexumot, a Közegészségügyi Intézetet, a Műszaki Iskolát, valamint a „Bartol Kašić” és „Vladimir Nazor” komphajókat, amelyek Split kikötőjében voltak kikötve. A két civil halálos áldozat a „Vladimir Nazor” legénységének tagja volt.
A horvát hatóságok vádat emeltek a JNA 33 tisztje, köztük a Split, Šolta és Brac bombázása miatt a Pula kapitánya Ilija Brčić ellen, akit távollétben 15 év börtönbüntetésre ítéltek. Brčićet, aki később a Montenegrói Haditengerészet magas rangú tisztje lett, 2007 végén Nápolyban tartóztatták le, de nem adták ki Horvátországnak. A többi megvádolt tisztet is távollétében fogták perbe. Tizenöt tisztet elítéltek, egyet felmentettek, tizenhét ügyben pedig a korábbi tárgyalások során elkövetett szabálytalanságok miatt a Horvát Legfelsőbb Bíróság rendelt el újbóli tárgyalást. 
Horvátországban az 1991. november 14-i és 15-i eseményeket spliti csata (Bitka za Split)  vagy a Split-csatorna-csataként (Boj u Splitski kanalu),  míg a november 16-i eseményeket Korčulai-csatorna csataként (Bitka u Korčulanski kanalu) ismerik. A dalmáciai tengeri csata mindhárom napját felölelő eseményeket adriai csataként (Bitka za Jadran) is említik.

## Fordítás
Ez a szócikk részben vagy egészben  a   Battle of the Dalmatian Channels című angol Wikipédia-szócikk ezen változatának fordításán alapul.  Az eredeti cikk szerkesztőit annak laptörténete sorolja fel. Ez a jelzés csupán a megfogalmazás eredetét és a szerzői jogokat jelzi, nem szolgál a cikkben szereplő információk forrásmegjelöléseként.